# Lista de jogadores do Instituto Viver Basquetebol
Esta é uma lista de jogadores que atuaram com a camisa do Lobos Brasília. 
Estão listados jogadores que atuaram como titulares em cada um das temporadas de atividade da equipe, bem como os principais títulos individuais conquistados por eles e os recordes dos atletas em quadra.
Para ver o atual elenco, vá à seção no artigo do clube. 

## Prêmios individuais
★ Campeonato Brasileiro / Novo Basquete Brasil

MVP do Campeonato

Alex Garcia: 2007

Guilherme Giovannoni: 2010-11

MVP das Finais

Guilherme Giovannoni: 2010-11, 2011-12

Líder em Eficiência

Guilherme Giovannoni: 2014-15, 2015-16

Líder em Assistências

Fúlvio: 2015-16, 2016-17

Melhor Armador

Fúlvio: 2016-17

Melhor Defensor

Alex Garcia: 2008-09, 2009-10, 2010-11, 2011-12, 2012-13, 2013-14

Seleção do NBB - Ala/Armador

Alex Garcia: 2008-09, 2009-10, 2010-11, 2011-12

Seleção do NBB - Ala/Pivô

Guilherme Giovannoni: 2009-10, 2010-11, 2011-12, 2014-15 

Seleção do NBB - Pivô

Lucas Mariano: 2016-17 

Jogador que Mais Evoluiu

Deryk Ramos: 2015-16

Sexto Homem

Nezinho: 2009-10

Técnico do Ano

Lula Ferreira: 2009-10

MVP do Jogo das Estrelas

Alex Garcia: 2012-13, 2013-14

Vencedor do Desafio de Habilidades das Estrelas

Nezinho: 2013-14

★ Liga Sul-Americana de Clubes

MVP

Guilherme Giovannoni: 2010, 2013

Deryk Ramos: 2015 

Maior Pontuador

Alex Garcia: 2011

Líder em Assistências

Nezinho: 2010, 2011, 2012, 2013

★ Liga das Américas

MVP

Alex Garcia: 2008-09

Líder em Assistências

Nezinho: 2012, 2013

## Recordes em quadra
| Fundamento    | #   | Jogador                           | Data                             | Adversário                  |
| ------------- | --- | --------------------------------- | -------------------------------- | --------------------------- |
| Pontos        | 40  | Nezinho                           | 26/02/2013                       | B. Cearense                 |
| Rebotes       | 20  | Ronald                            | 18/01/2014                       | Limeira                     |
| Assistências  | 18  | Nezinho                           | 07/02/2010                       | Paulistano                  |
| Roubadas      | 6   | Valtinho Nezinho Jefferson Campos | 15/01/2010 10/12/2010 22/12/2015 | Vilha Velha Assis Rio Claro |
| Tocos         | 5   | Ronald                            | 21/03/2015                       | Flamengo                    |
| Cestas de 3   | 8   | Nezinho Deryk Ramos               | 26/02/2013 12/11/2016            | B. Cearense Vasco da Gama   |
| Lances livres | 17  | Valtinho                          | 15/03/2009                       | Flamengo                    |
| Partidas      | 222 | Guilherme Giovannoni              | Guilherme Giovannoni             | Guilherme Giovannoni        |

| Fundamento    | #  | Jogador                      | Data                  | Adversário         |
| ------------- | -- | ---------------------------- | --------------------- | ------------------ |
| Pontos        | 36 | Guilherme Giovannoni Nezinho | 06/05/2011 03/05/2013 | Pinheiros São José |
| Rebotes       | 14 | Paulão Ronald                | 01/05/2013 10/05/2016 | São José Bauru     |
| Assistências  | 13 | Fúlvio                       | 10/05/2016            | Bauru              |
| Roubadas      | 6  | Nezinho                      | 06/05/2011            | Pinheiros          |
| Tocos         | 4  | Alex                         | 07/05/2010            | Minas              |
| Cestas de 3   | 8  | Nezinho                      | 03/05/2013            | São José           |
| Lances livres | 16 | Alex                         | 22/05/2011            | Franca             |
| Partidas      | 76 | Arthur                       | Arthur                | Arthur             |

 Até 30/04/2017